# Let There Be Blood
Let there be Blood (с англ. — «Да прольется кровь») — студийный альбом американской трэш-метал группы Exodus, являющийся перезаписью дебютного альбома 1985 года Bonded by Blood. Только два участника группы, Гэри Холт и Том Хантинг, участвовали в записи как оригинального Bonded by Blood, так и этой версии альбома, выпущенной 28 октября 2008 года на лейбле Zaentz Records.

## Список композиций
| №                   | Название                   | Автор(ы)               | Длительность |
| ------------------- | -------------------------- | ---------------------- | ------------ |
| 1.                  | «Bonded by Blood»          | Бэйлофф, Холт          | 3:35         |
| 2.                  | «Exodus»                   | Бэйлофф, Холт          | 4:17         |
| 3.                  | «And Then There Were None» | Хантинг, Холт          | 5:14         |
| 4.                  | «A Lesson in Violence»     | Ханолт, Холт           | 3:47         |
| 5.                  | «Metal Command»            | Бэйлофф, Холт, Уитакер | 4:12         |
| 6.                  | «Piranha»                  | Бэйлофф, Холт          | 3:54         |
| 7.                  | «No Love»                  | Бэйлофф, Холт          | 5:48         |
| 8.                  | «Deliver Us to Evil»       | Ханолт, Холт, Уитакер  | 7:43         |
| 9.                  | «Strike of the Beast»      | Бэйлофф, Холт          | 4:18         |
| 10.                 | «Hell's Breath»            | Хэммет, Холт           | 2:49         |
| Общая длительность: | Общая длительность:        | Общая длительность:    | 45:42        |

## Участники записи
- Роб Дьюкс — вокал
- Гэри Холт — соло/ритм-гитара
- Ли Элтус — соло/ритм-гитара
- Джек Гибсон — бас-гитара
- Том Хантинг — ударные